# Апчари
Апча́ри (рос. Апчары, чув. Апчар) — присілок у Чувашії Російської Федерації, у складі Ільїнського сільського поселення Моргауського району.
Населення — 183 особи (2010; 195 в 2002, 275 в 1979; 267 в 1939, 359 в 1926, 341 в 1906, 288 1858).

## Історія
Історичні назви — Опчари, Обчари. Утворився як околоток присілку Янапталова-Яндіярова (нині не існує). До 1866 року селяни мали статус державних, займались землеробством, тваринництвом. 1913 року відкрито початкова школу грамоти. 1931 року утворено колгосп «Сіялка». До 1920 року присілок перебував у складі Татаркасинської волості Козьмодемьянського, до 1927 року — Чебоксарського повіту. 1927 року присілок переданий до складу Татаркасинського району, 1939 року — до складу Сундирського, 1962 року — до складу Чебоксарського, 1964 року — до складу Моргауського району.

## Господарство
У присілку діють фельдшерсько-акушерський пункт, клуб, бібліотека, стадіон та магазин.